# Madison County, Missouri
Madison County är ett administrativt område i delstaten Missouri, USA, med 12 226 invånare. Den administrativa huvudorten (county seat) är Fredericktown. 

## Geografi
Enligt United States Census Bureau har countyt en total area på 1 289 km². 1 287 km² av den arean är land och 2 km² är vatten.    

### Angränsande countyn
- Saint Francois County - norr
- Perry County - nordost
- Bollinger County - öst
- Wayne County - söder
- Iron County - väst